# Ondal

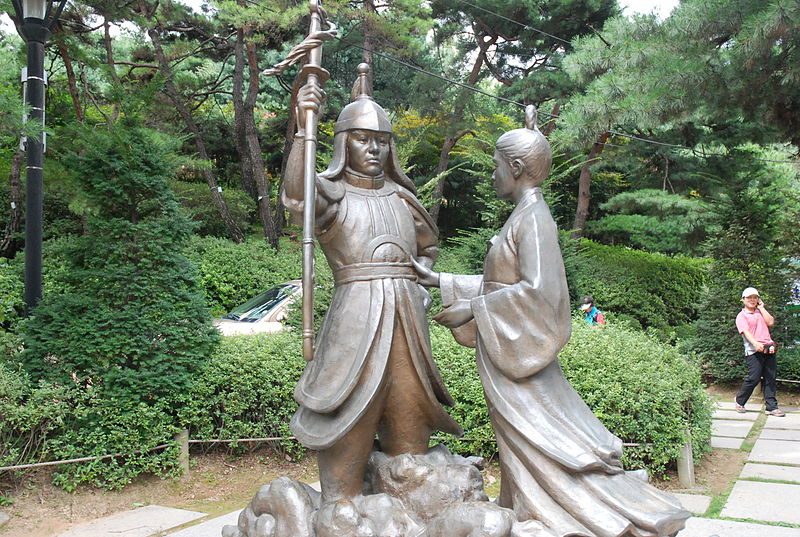
Escultura de la princesa Pyeonggang y el general Ondal.

Ondal (?- 590), conocido  como "Ondal el tonto" (babo ondal (바보 온달)), fue un general del reino Goguryeo y esposo de la princesa Pyeonggang, que vivió durante el reinado del Rey Yeongyang  .
Según la leyenda de "Ondal"  tenía la espalda encorvada y era feo, pero tenía buen corazón. Su familia era muy pobre, y mendigaba por su madre. A pesar de ser de clase baja,  se casó con la hija del rey Pyeongwon de Goguryeo, la princesa Pyeonggang. También fue nombrado general. En 590 Ondal murió en la Fortaleza de Achasanseong durante una batalla contra el ejército de Silla .

## Cultura popular
- Interpretado por Ji Hyun-woo en la serie de televisión emitida en KBS2 de 2009, Invincible Lee Pyung Kang .
- Interpretado por Lee Jong-hyun en la serie  de televisión emitida en Netflix de 2017 My Only Love Song .
- Interpretado por Na In-woo en la serie River Where the Moon Rises de KBS2 de 2021.